# 晋攻屈之战
晋攻屈之战，公元前654年（周惠王二十三年、鲁僖公六年、晋献公二十三年），晋国军队进攻屈邑（今山西省吉县东北）的公子夷吾。
前656年，晋献公夫人骊姬为立其亲生子奚齐为太子，诬陷太子申生企图篡位，而且指控献公另外两子重耳、夷吾也参与此事。申生被迫自缢身亡。重耳逃回封地蒲邑（今山西省隰县西北），夷吾逃回封地屈。前655年，晋献公派兵攻蒲，重耳弃城逃到白狄。前654年，晋献公派遣贾华率军进攻屈地。夷吾守不住，和屈人订立盟约然后出走。准备逃亡到狄。郤芮说：“在重耳之后逃去狄地，这就表明你有同谋之罪，不如去梁国。梁国接近秦国，又得到秦国的信任。”于是夷吾就到了梁国（今陕西省韩城市南）。